# قصر نانیوا ناگارا-تویوساکی

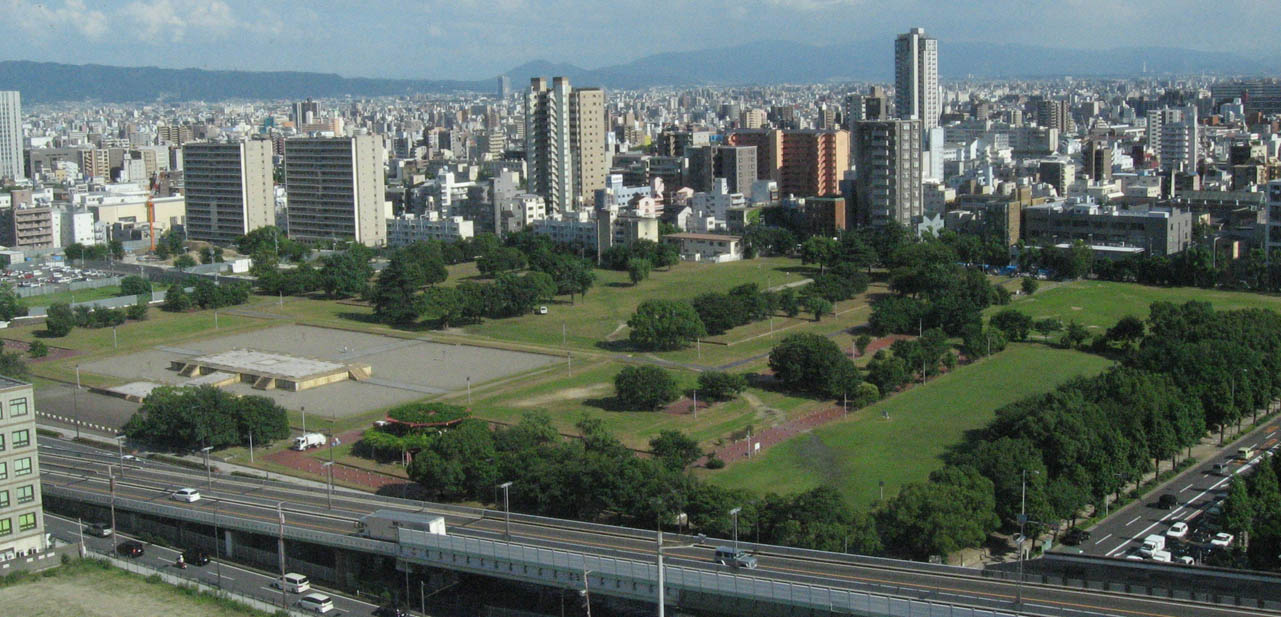
سایت کاخ

قصر نانیوا ناگارا-تویوساکی (به ژاپنی: 難波長柄豊碕宮, Naniwa-no-Nagara-no-Toyosaki-no-miya) یک کاخ تاریخی است که در مرکز شهر اوساکای امروزی، ژاپن واقع شده‌است. همچنین از کاخ این دوره به‌عنوان قصر نانیوای سابق (前期 難 波 宮، zenki-Naniwa-no-miya) یاد می‌شود، تا در تقابل با قصر نانیوا  در همان مکان باشد که در سال ۷۴۴ پس از میلاد ساخته شده‌است.
ساخت کاخ در سال ۶۵۲ میلادی به پایان رسید. این کاخ ۳۴ سال برقرار بود تا اینکه در سال ۶۸۶ پس از آتش‌سوزی ویران شد.